# Doris Raab

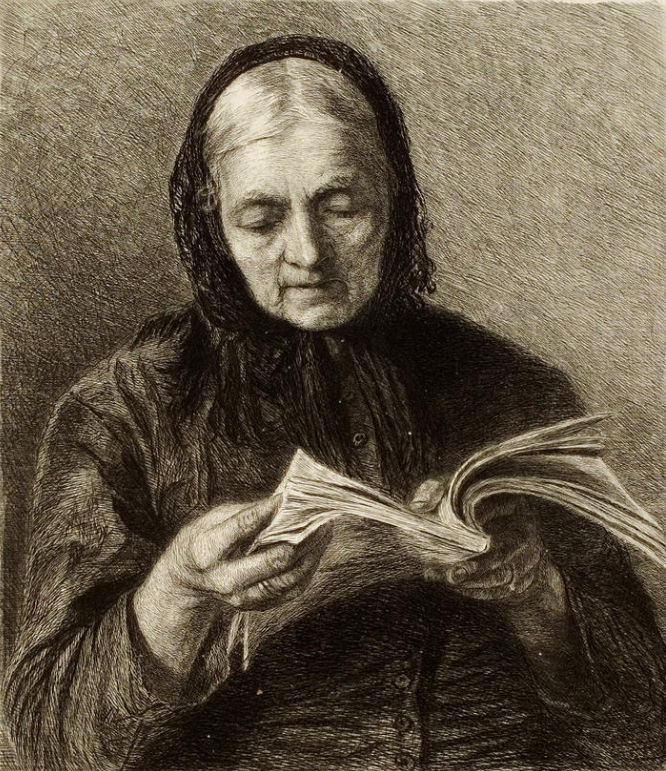
Lesende Frau, Radierung, 1893

Doris Raab (* 19. Oktober 1851 in Nürnberg; † 1933) war eine deutsche Kupferstecherin und Radiererin.
Sie war die Tochter des Radierers und Kupferstechers Johann Leonhard Raab (1825–1899) und von dessen Frau Anna Elisabetha Sonnenleiter († 1863). Bei ihrem Vater erhielt sie auch ihre künstlerische Ausbildung. Sie war in München ansässig. Sie stach nach Gemälden älterer und jüngerer Meister, Porträts sowie Veduten von Italien und Tirol.